# Dialectica geometra
Dialectica geometra là một loài bướm đêm thuộc họ Gracillariidae. Nó được tìm thấy ở Hồng Kông, Nhật Bản (quần đảo Ryukyu), Ấn Độ (Tây Bengal, Tamil Nadu, Bihar, Delhi và Uttar Pradesh) và Réunion. Nó gần đây đã được ghi nhận từ Trung Quốc.
Sải cánh dài 6.5-8.2 mm.
Ấu trùng ăn Cordia myxa, Ehretia laevis và Ehretia species, bao gồm Ehretia microphylla. Chúng ăn lá nơi chúng làm tổ.